# SAR-Klasse NG 15
Die Lokomotiven der Klasse NG 15 der South African Railways (SAR) sind Schlepptender-Dampflokomotiven für 610-mm-Schmalspur (NG steht für Narrow Gauge); sie gehören zu den größten und leistungsfähigsten für diese Spurweite gebauten steifrahmigen, also nicht gelenkigen Dampflokomotiven. Zusammen mit ihrem vergleichsweise großen Tender sind sie sogar länger als die Garratts der Klasse NGG 13/16.

## Technik
Die ab 1931 gelieferten NG 15 basieren auf der Klasse NG 5 aus dem Jahr 1922. Wie diese haben sie die Achsfolge 1'D1' (Mikado) und damit eine für steifrahmige Lokomotiven dieser Spurweite ungewöhnlich hohe Zahl von Achsen. Zylinderabmessungen, Treibraddurchmesser, Kesseldruck und damit auch die rechnerische Zugkraft waren bei beiden Klassen gleich.

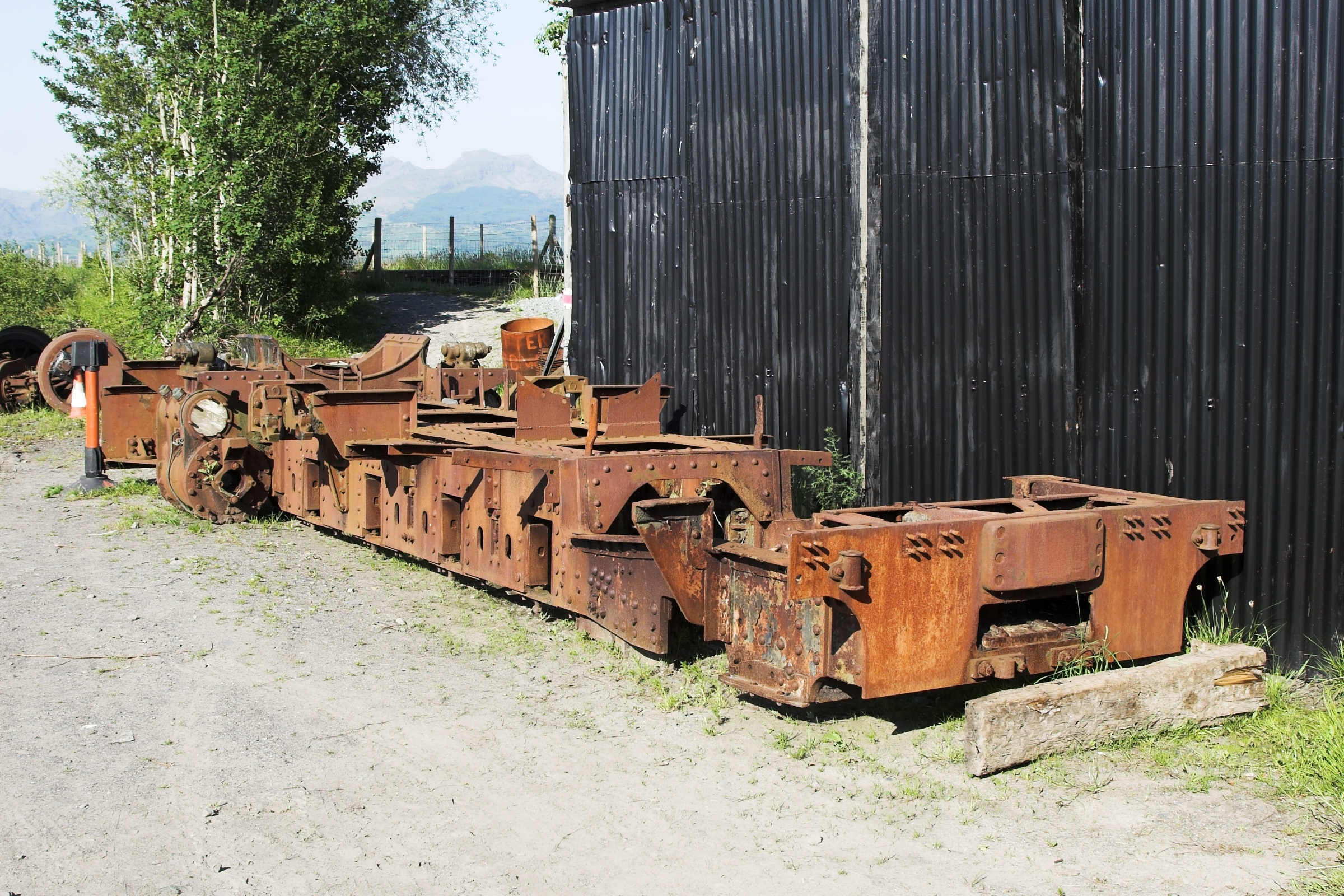
Rahmen der in ihre Einzelteile zerlegten NG 120 in Porthmadog, WHHR

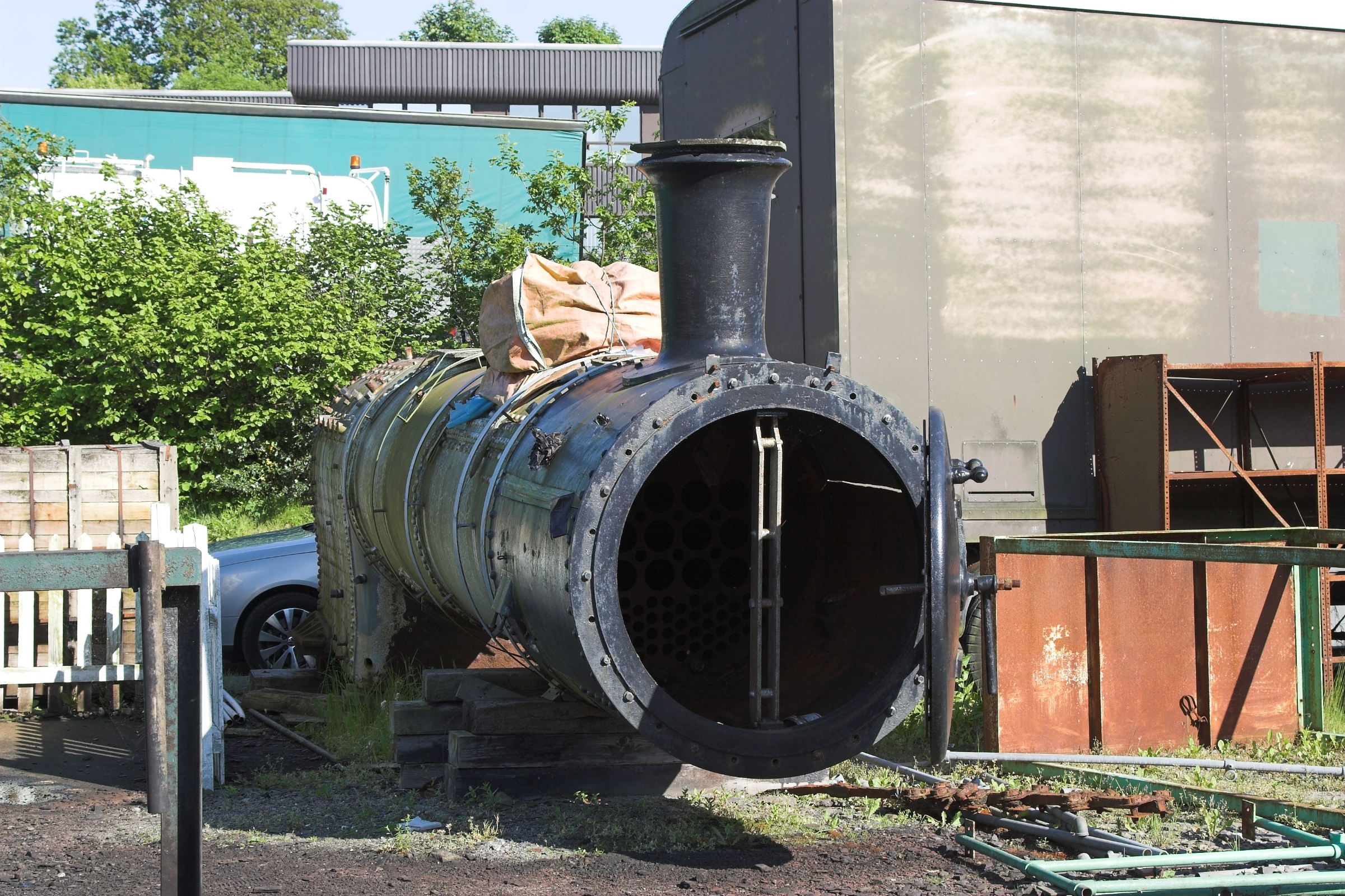
Heißdampfkessel der NG 134 in Dinas, WHR

Die Lokomotiven haben Außenrahmen und Außenzylinder. Treib- und Kuppelstangen sind dabei an Kurbelwangen außerhalb des Rahmens befestigt, eine bei großen Dampflokomotiven dieser geringen Spurweite fast unumgängliche Bauweise. Die Steuerung entspricht der Bauart Walschaerts/Heusinger. Gefeuert werden die Lokomotiven mit Kohle.
Die vordere Laufachse der NG 15 ist – anders als bei der Klasse NG 5 – mit der ersten Kuppelachse zu einem Krauss-Helmholtz-Lenkgestell verbunden, womit die Maschinen besser durch enge Kurven fahren konnten.
Die Lokomotiven waren relativ modern ausgestattet, unter anderem mit Schüttelrosten, einer selbstreinigenden Rauchkammer, einem Generator und elektrischer Beleuchtung. Wie in Südafrika bis heute üblich, hatten sie eine Saugluftbremse. Ein ungewöhnliches Detail ist der seitlich herausschwenkbare Sitz für den Lokomotivführer, der für bessere Sicht und Kühlung sorgt.
Der vierachsige Tender ist noch größer als der der Klasse NG 5 und fast so lang wie die Lokomotive selbst. Mit 31,7 Tonnen Gewicht ist er mit vollen Vorräten auch fast ebenso schwer. Er fasst 13 m³ Wasser und 5,5 t Kohle und gibt der Lokomotive eine große Reichweite, die in den Trockengebieten im südlichen Afrika notwendig war. Sein aus Schwerpunktgründen außerhalb des Rahmens heruntergezogener Wasserkasten gibt ihm ein schachtelförmiges Aussehen.

## Hersteller und Lieferungen

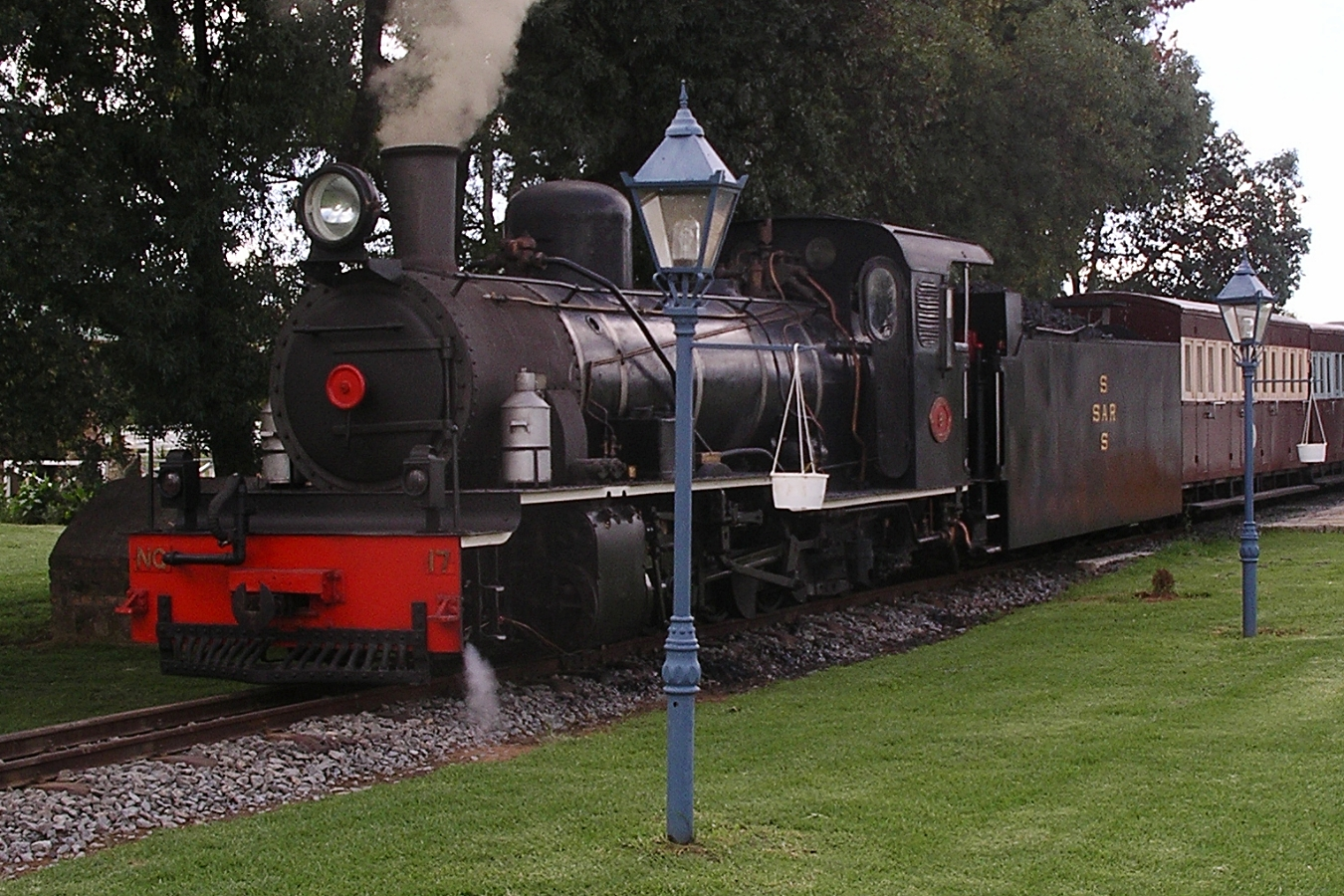
NG 15 Nr. 17 auf den Sandstone Estates

Alle NG 15 wurden für das damals noch in 600 mm Spurweite ausgeführte Streckennetz in Südwestafrika (heute Namibia) gebaut. Die ersten drei NG 15 (Nr. NG 17-19) wurden 1931 von den Henschel-Werken geliefert, von denen schon die Klasse NG 5 stammte. Die Lokomotiven Nr. NG 117-119 folgten noch im gleichen Jahr. Franco-Belge lieferte 1949 die Nummern NG 120-124 und 1952 die Nummern NG 132-136. Die letzte Lieferung im Jahr 1957 (Nr. NG 144-148) erfolgte wieder durch Henschel, und zwar nicht an die SAR, sondern für die Bergwerksbahn der Tsumeb Corporation. Insgesamt wurde diese Bauart also über einen Zeitraum von 26 Jahren beschafft.

## Einsatz in Südafrika

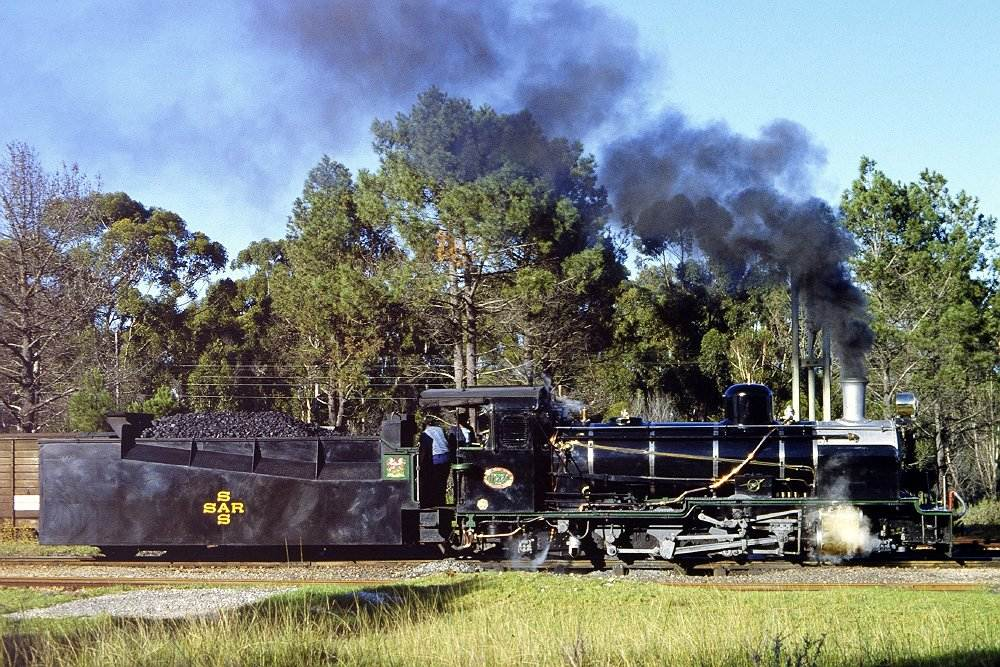
NG124 im Bahnhof Van Stadens, Südafrika, April 1985

Bis 1961 war das gesamte Streckennetz in Südwestafrika einschließlich der Bergwerksbahn in Tsumeb auf Kapspur umgebaut. Alle 21 NG 15 wurden daraufhin nach Port Elizabeth in Südafrika verlegt, von wo aus sie auf der 283 km langen Avontuur Railway zum Einsatz kamen – der längsten 2-Fuß-Strecke der Welt. Nachdem auf dieser Strecke seit Ende der 1970er Jahre Diesellokomotiven zum Einsatz gekommen waren, wurden die NG 15 bis Ende der 1980er Jahre nach und nach ausgemustert.
Die NG 15 bewährten sich neben den Garratts der Klassen NGG 13 und 16 und waren beim Lokpersonal wegen ihrer geräumigeren Führerhauses und beim Wartungspersonal wegen ihrer einfacheren und leichter zugänglichen Technik beliebter. Gerüchteweise konnten die robusten Lokomotiven bis zu 80 km/h erreichen, was aber weit über der zulässigen Geschwindigkeit lag.

## Erhaltene Lokomotiven

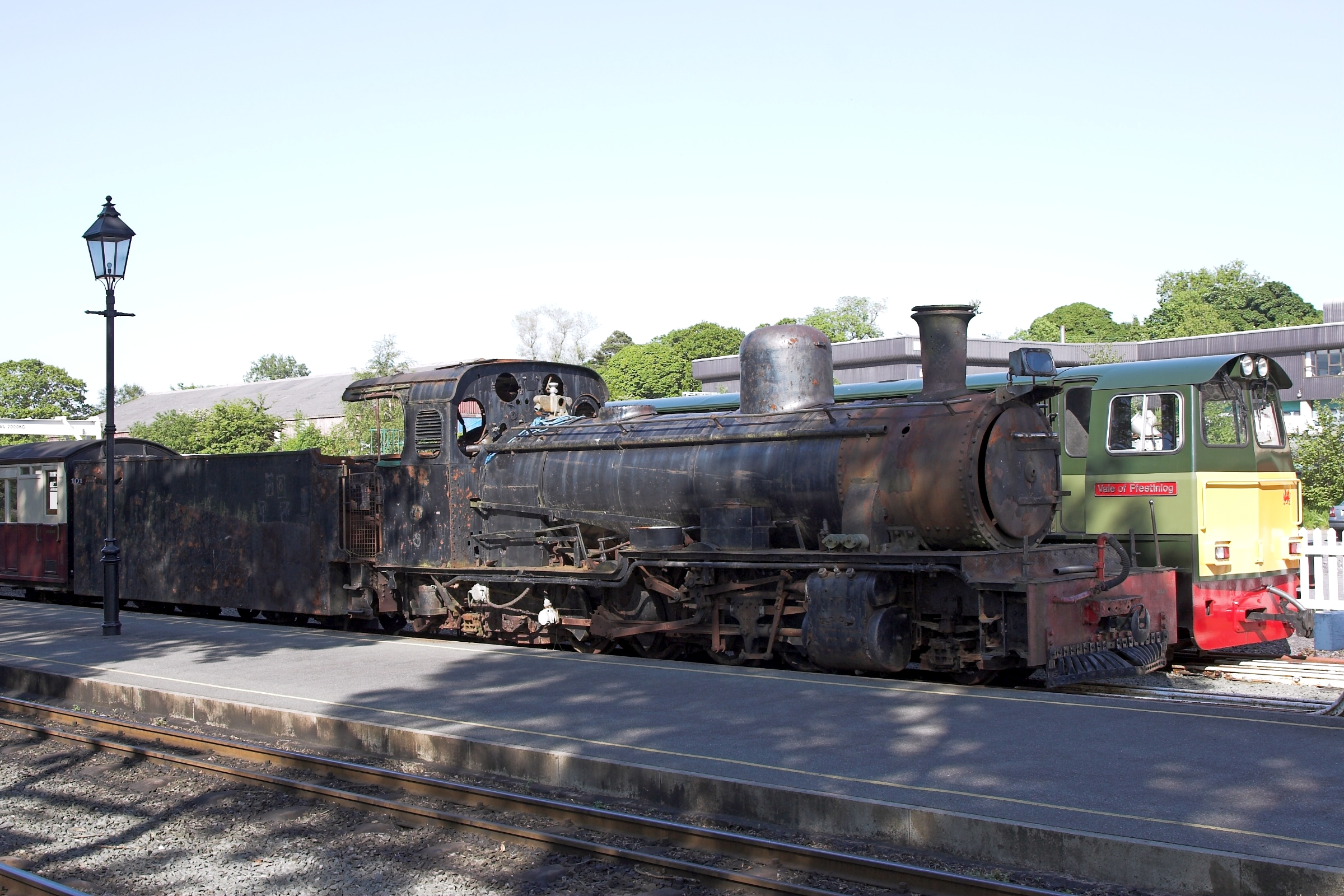
NG 15 Nr. 133 der WHR im Bahnhof von Dinas

Von den 21 Lokomotiven sind 10 ins Ausland gelangt, vier nach Wales (drei davon zur Welsh Highland Railway), zwei nach England, zwei nach Australien, eine nach Texas und eine zur Schinznacher Baumschulbahn in die Schweiz. Letztere ist jedoch verkauft und 2008 zur Restaurierung nach Südafrika zurückgebracht worden. Die meisten dieser Lokomotiven sind nicht betriebsfähig; eine Wiederinstandsetzung einiger Exemplare ist jedoch geplant oder schon im Gange.
Lok Nr. 120 gelangte zur Welsh Highland Heritage Railway (WHHR) und wurde für eine allfällige Wiederinbetriebnahme in ihre Einzelteile zerlegt. Sie wurde 2009 von der Gesellschaft an eines ihrer Mitglieder verkauft. Die Restaurierungsarbeiten an der Nr. 134 der WHR (Caernarfon) haben im Oktober 2008 begonnen; der Tender sollte dabei umgebaut werden, so dass ein Betrieb in beide Richtungen möglich ist. Diese Lokomotive  ist seit Sommer 2025 betriebsfähig. Die Schwesterlokomotive 133 ist im Betriebsgelände der WHR in Dinas bei Caernarfon abgestellt.
Sieben der in Südafrika verbliebenen NG 15 standen bis 2010 noch in Port Elizabeth. Sie waren größtenteils seit Jahrzehnten im Freien abgestellt und entsprechend verfallen. Mit der Räumung des Bahnhofsgeländes wurden mit den Lokomotiven 132, 144, 145 und 148 erstmals Lokomotiven dieser Reihe verschrottet.
Einige Lokomotiven wurden jedoch instand gesetzt oder zumindest vor dem Verfall gerettet. Die Nr. 122 steht im Outeniqua Railway Museum in George und die Nr. 147 als Denkmallok in Avontuur. Die Lokomotiven Nr. 17 und 19, beide aus der ersten Lieferung von 1931, befinden sich im Besitz der Sandstone Estates; die Nr. 17 ist betriebsfähig. Lok Nr. 119 wurde in Port Elizabeth restauriert und steht seit Oktober 2008 für den Apple Express zur Verfügung. Seit Juli 2018 ist dort auch Lok Nr. 124 wieder betriebsfähig.

## Übersichtstabelle
| 17  | Sandstone Estates, Südafrika           | 132 | verschrottet, zuletzt Port Elizabeth, Südafrika |
| 18  | Hempstead and Northern Railroad, Texas | 133 | Welsh Highland Railway, Wales                   |
| 19  | Sandstone Estates, Südafrika           | 134 | Welsh Highland Railway, Wales                   |
| 117 | Port Elizabeth, Südafrika              | 135 | Exmoor Steam Railway, England                   |
| 118 | Bennett Brook Railway, Australien      | 136 | Sandstone Estates, Südafrika                    |
| 119 | Port Elizabeth, Südafrika              | 144 | verschrottet, zuletzt Port Elizabeth, Südafrika |
| 120 | Welsh Highland Heritage Railway, Wales | 145 | verschrottet, zuletzt Port Elizabeth, Südafrika |
| 121 | Rampton Trust, England                 | 146 | Brecon Mountain Railway, Wales                  |
| 122 | Outeniqua Railway Museum, Südafrika    | 147 | Avontuur, Südafrika                             |
| 123 | Bennett Brook Railway, Australien      | 148 | verschrottet, zuletzt Port Elizabeth, Südafrika |
| 124 | Port Elizabeth, Südafrika              |     |                                                 |